# Lauri Markkanen
Lauri Elias Markkanen (Vantaa, 22 de mayo de 1997) es un baloncestista finlandés que pertenece a la plantilla de los Utah Jazz de la NBA. Con 2,13 metros de estatura, juega en la posición de ala-pívot.

## Trayectoria deportiva

### Universidad
Lauri Markkanen es un jugador que prefiere basar su juego en las lejanías del aro, moviéndose con la facilidad de un base, y armando el tiro con la rapidez de un alero, lo ubicamos en la posición de un 4, rápido y coordinado para su altura. Después de pasar por la liga nacional de su país, la segunda división finlandesa, causó gran impresión con su selección en verano de 2016 en el campeonato europeo Sub-20, donde con una media de 24,9 puntos fue nombrado como máximo anotador del torneo, a los que pudo sumar 8,6 rebotes por partido, unos créditos que le permitieron formar parte del mejor quinteto del torneo europeo.
Markkanen llegaba como novato a Tucson para jugar para los Wildcats de Arizona entrenados por Sean Miller, uno de los grandes favoritos a estar presente en la Final Four de Phoenix. El finés llegaba probablemente para ser reserva y un jugador secundario en su año de debut, pero llegaron los problemas para Arizona y gracias a la aportación del finés llegaron a conseguir hasta 15 victorias consecutivas.
En marzo de 2017, es inscrito para el Draft de la NBA, donde al jugador finlandés muchos ya le comparaban con Dirk Nowitzki.

#### Estadísticas
| Año     | Equipo  | PJ | PT | MPP  | %TC  | %3P  | %TL  | RPP | APP | ROB | TPP | PPP  |
| ------- | ------- | -- | -- | ---- | ---- | ---- | ---- | --- | --- | --- | --- | ---- |
| 2016–17 | Arizona | 37 | 37 | 30.8 | .492 | .423 | .835 | 7.2 | .9  | .4  | .5  | 15.6 |

### Profesional

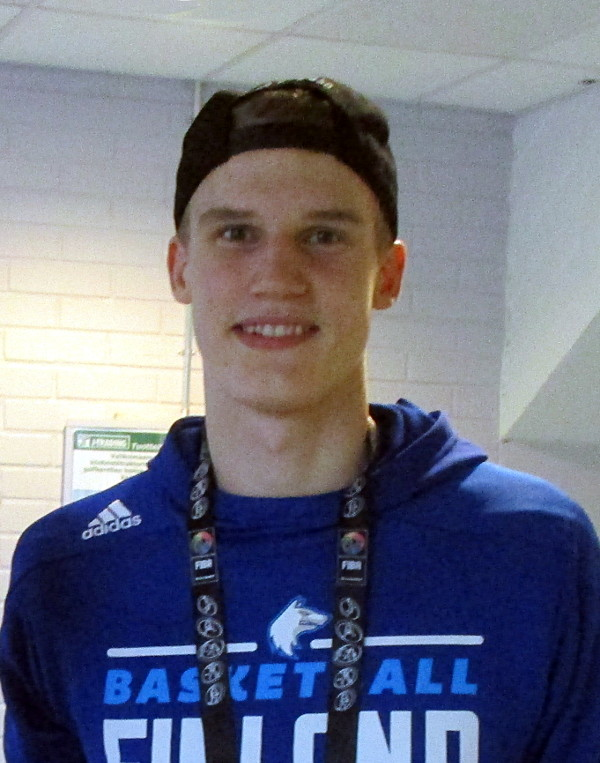
Lauri Markkanen en Helsinki en 2016.

En el Draft de la NBA de 2017, fue elegido en la posición número 7 por los Minnesota Timberwolves, y fue enviado a los Chicago Bulls la noche del draft junto con Zach LaVine y Kris Dunn a cambio de Jimmy Butler y Justin Patton.
Durante su segunda temporada con los Bulls, el 29 de enero de 2019 ante Brooklyn Nets captura 19 rebotes, y el 23 de febrero ante Boston Celtics anota 35 puntos, ambos máximos de su carrera.
Tras cuatro temporadas en Chicago, el 27 de agosto de 2021 es traspasado a Cleveland Cavaliers en un acuerdo a tres bandas, en el que los Chicago Bulls obtienen a Derrick Jones Jr., una futura primera ronda del Draft de los Blazers y una futura segunda ronda del Draft de los Cavaliers, y los Portland Trail Blazers consiguen a Larry Nance Jr. El 21 de enero de 2022, sufrió un fuerte esguince en el tobillo derecho durante la primera mitad del partido ante Oklahoma City Thunder, que le mantendría fuera de las pistas varis semanas.
Tras una temporada en Cleveland, el 1 de septiembre de 2022 es traspasado a Utah Jazz, junto a Collin Sexton y Ochai Agbaji a cambio de Donovan Mitchell. El 5 de enero de 2023, logró su récord personal con 49 puntos, a los que añadió ocho rebotes, en la victoria por 131-114 contra los Houston Rockets. El 2 de febrero se anunció su participación en el All-Star Game de Salt Lake City, siendo la primera nominación de su carrera. El 23 de febrero anota 43 puntos y captura 10 rebotes ante Oklahoma City Thunder. El 22 de marzo consigue 40 puntos y 12 rebotes ante Portland Trail Blazers. Al término de la temporada regular le fue otorgado el premio al Jugador Más Mejorado.

### Selección nacional
En el año 2017 representó a su país en el EuroBasket 2017 cuya sede final fue Turquía.
En septiembre de 2022 disputó con el combinado absoluto finlandés el EuroBasket 2022, finalizando en octava posición. Además, durante el torneo, anotó 43 puntos el 11 de septiembre ante Croacia.
Durante agosto y septiembre de 2023 fue integrante de la selección de Finlandia que participó en el Mundial de 2023 celebrado en Asia, y que finalizó en vigesimoprimer lugar.

## Estadísticas de su carrera en la NBA

### Temporada regular
| Año      | Equipo    | PJ  | PT  | MPP  | %TC  | %3P  | %TL  | RPP | APP | ROB | TPP | PPP  |
| -------- | --------- | --- | --- | ---- | ---- | ---- | ---- | --- | --- | --- | --- | ---- |
| 2017-18  | Chicago   | 68  | 68  | 29.7 | .434 | .362 | .843 | 7.5 | 1.2 | .6  | .6  | 15.2 |
| 2018-19  | Chicago   | 52  | 51  | 32.3 | .430 | .361 | .872 | 9.0 | 1.4 | .7  | .6  | 18.7 |
| 2019-20  | Chicago   | 50  | 50  | 29.8 | .425 | .344 | .824 | 6.3 | 1.5 | .8  | .5  | 14.7 |
| 2020-21  | Chicago   | 51  | 26  | 25.8 | .480 | .402 | .826 | 5.3 | .9  | .5  | .3  | 13.6 |
| 2021-22  | Cleveland | 61  | 61  | 30.8 | .445 | .358 | .868 | 5.7 | 1.3 | .7  | .5  | 14.8 |
| 2022-23  | Utah      | 66  | 66  | 34.4 | .499 | .391 | .875 | 8.6 | 1.9 | .6  | .6  | 25.6 |
| 2023-24  | Utah      | 55  | 55  | 33.1 | .480 | .399 | .899 | 8.2 | 2.0 | .9  | .5  | 23.2 |
| 2024-25  | Utah      | 47  | 47  | 31.4 | .423 | .346 | .876 | 5.9 | 1.5 | .7  | .4  | 19.0 |
| Total    | Total     | 450 | 424 | 31.0 | .455 | .371 | .867 | 7.1 | 1.5 | .7  | .5  | 18.2 |
| All-Star | All-Star  | 1   | 1   | 25.9 | .462 | .167 | —    | 7.0 | .0  | .0  | .0  | 13.0 |

## Vida personal
Es hijo de los también baloncestistas Pekka y Riikka Markkanen (née Ellonen), y tiene dos hermanos, Miikka que juega al baloncesto y Eero que juega al fútbol.
En febrero de 2018, Lauri y su esposa Verna Aho, tuvieron a su primer hijo. En octubre de 2020, nacería el segundo.
Durante el verano de 2023, con 25 años, decide realizar el servicio militar en Finlandia, el cual el es obligatorio para los ciudadanos varones finlandeses y debe completarse antes de los 30 años.